# 1503 Kuopio
1503 Kuopio је астероид главног астероидног појаса са пречником од приближно 18,43 .
Афел астероида је на удаљености од 2,897 астрономских јединица (АЈ) од Сунца, а перихел на 2,357 АЈ.
Ексцентрицитет орбите износи 0,102, инклинација (нагиб) орбите у односу на раван еклиптике 12,376 степени, а орбитални период износи 1555,576 дана (4,258 године).
Апсолутна магнитуда астероида је 10,60 а геометријски албедо 0,299.
Астероид је откривен 15. децембра 1938. године.